# كلورس خيطي الشكل
كلورس خيطي الشكل (الاسم العلمي:Chloris filiformis) هو نوع من النباتات يتبع جنس الكلورس من الفصيلة النجيلية.